# Regione di Guidimagha
La regione di Guidimagha (in arabo: ولاية كيدي ماغة)  è una regione (wilaya) della Mauritania con capitale Sélibabi.
La regione è suddivisa in 2 dipartimenti (moughataas):
- Ould Yengé
- Sélibabi